# Исетское водохранилище
Исе́тское — озеро-водохранилище к северо-западу от города Екатеринбурга, в 25 километрах от его центра. На берегу озера стоит город Среднеуральск.

## Характеристики
Площадь водной поверхности Исетского озера — 24 км², длина — 8 км, средняя ширина — 2,8 км, средняя глубина — 2,5 м, наибольшая — 3,5 м.
В Исетское озеро впадает много рек и ручьёв: Шитовский Исток, Чёрная, Лебяжка и Мулянка. Вытекает одна река — Исеть. Озеро мелкое с множеством мелководных заливов — Лебяжий, Тёплый, Черемшанский, Мулянка — все на восточном берегу. Отметка уровня воды — 252,2 м.
На Исетском озере находятся несколько небольших островов: Соловецкий, Красненький (за свою форму раньше назывался «Шапка Мономаха»), Каменный (ранее назывался «Кораблик»).
На берегах Исетского озера расположены населённые пункты: город Среднеуральск, посёлок Исеть, деревни Коптяки и Мурзинка.
Исетское озеро богато рыбой, здесь водится окунь, чебак, лещ, линь, ёрш, судак и щука. Акклиматизированы такие виды рыб как белый амур и зеркальный карп.

## История
В 1850 году в истоке реки Исети было начато строительство земляной плотины. Только в 1946 земляная плотина была заменена на бетонную. За счёт этого уровень водоёма поднялся и достиг современного. Вода озера используется Среднеуральской ГРЭС.
По берегам озера археологами было обнаружено более десятка стоянок древних людей, датируемых от неолита до железного века. На одном из островов были найдены нанесённые охрой древние изображения, но с поднятием уровня воды они были затоплены.

## Заказник
Берега озера очень живописны, само озеро окружено горами. В целях сохранения живописного естественного водоёма, типичного ландшафта для южно-таёжного Зауралья, в 2001 году Постановлением Правительства Свердловской области от 17 января 2001 года № 41-ПП Исетское озеро с окружающими лесами было объявлено ландшафтным заказником. Площадь особо охраняемой природной территории составляет 4738 га.

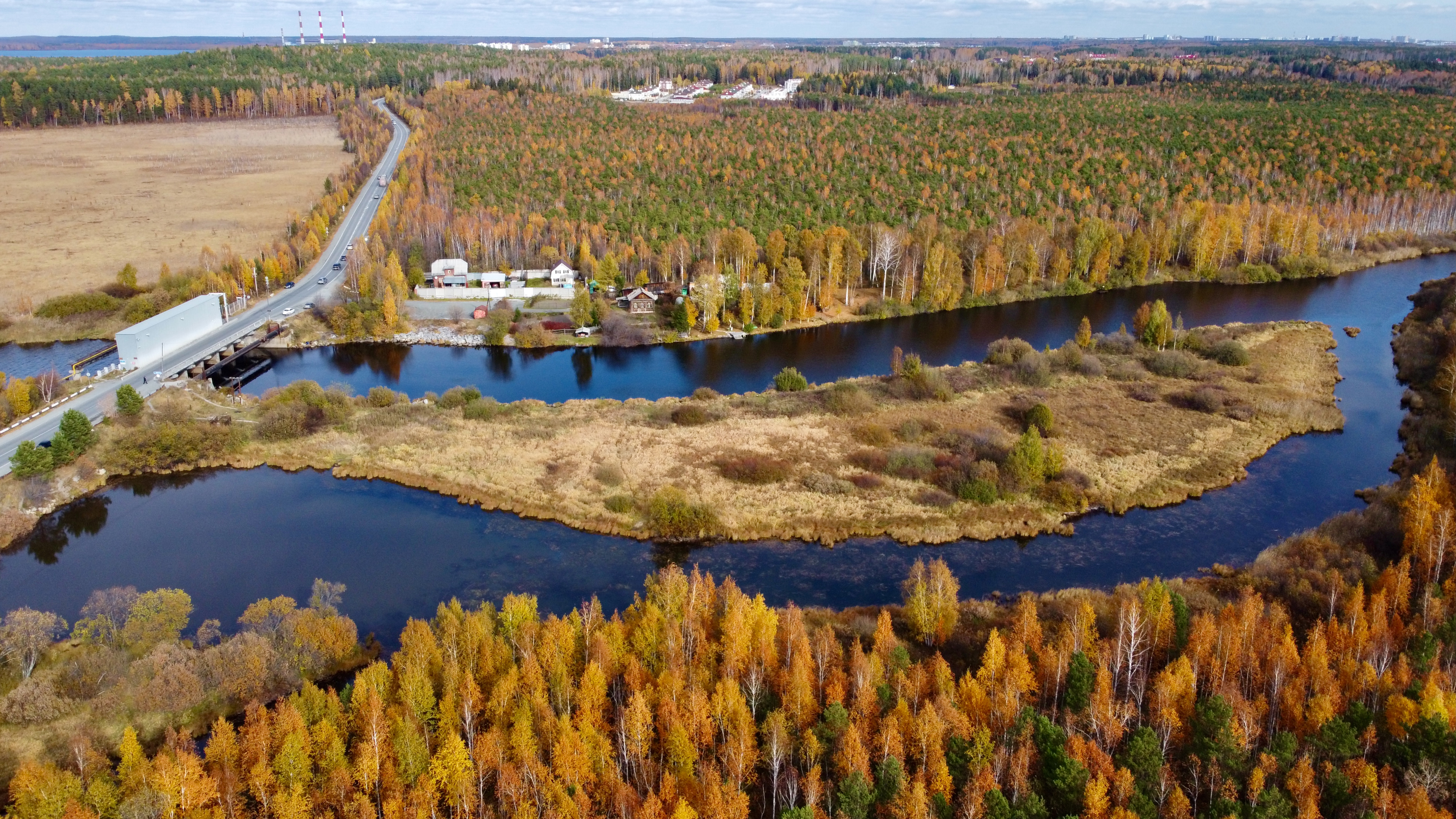
Плотина водохранилища и исток Исети
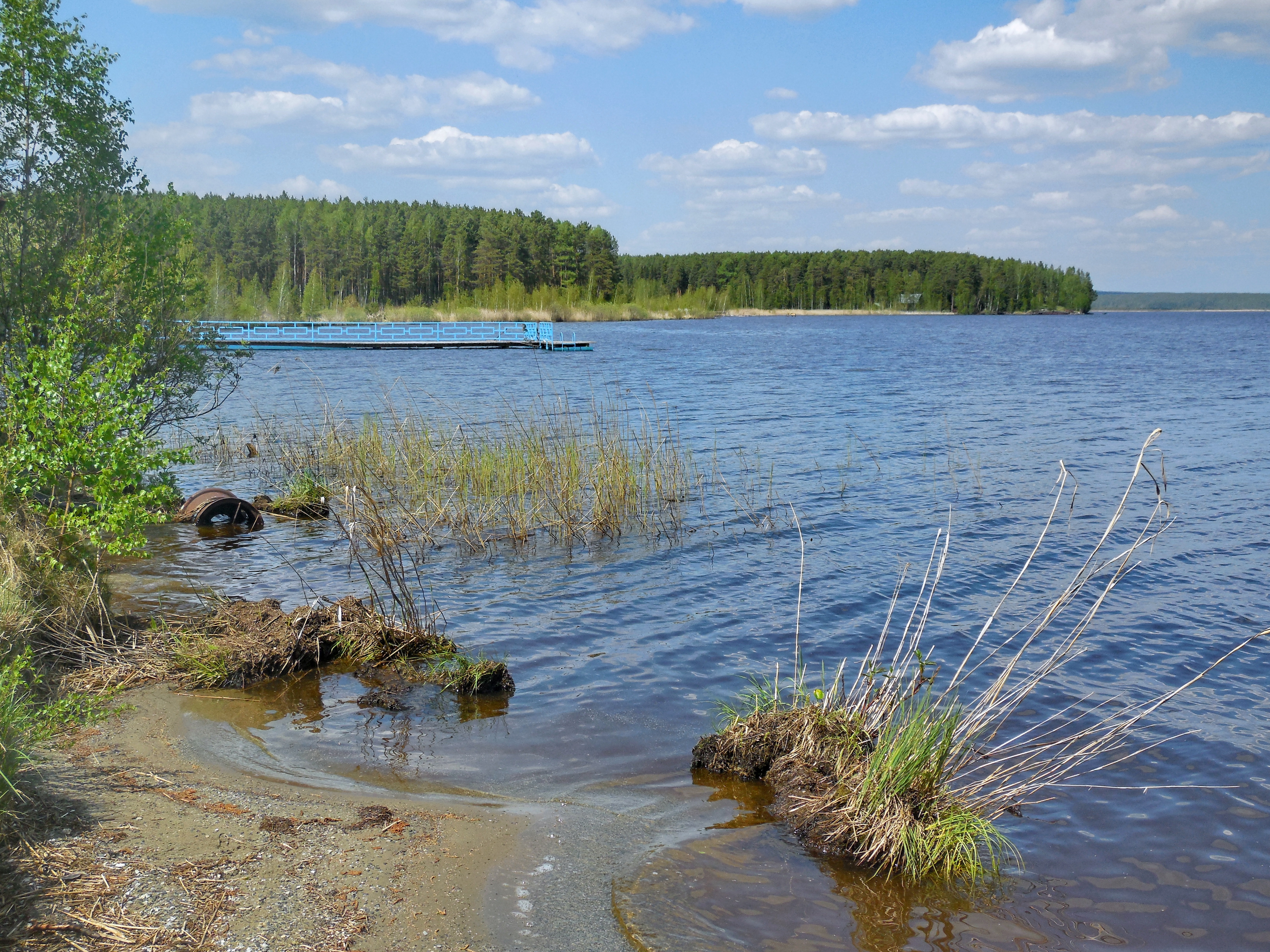
Западный берег
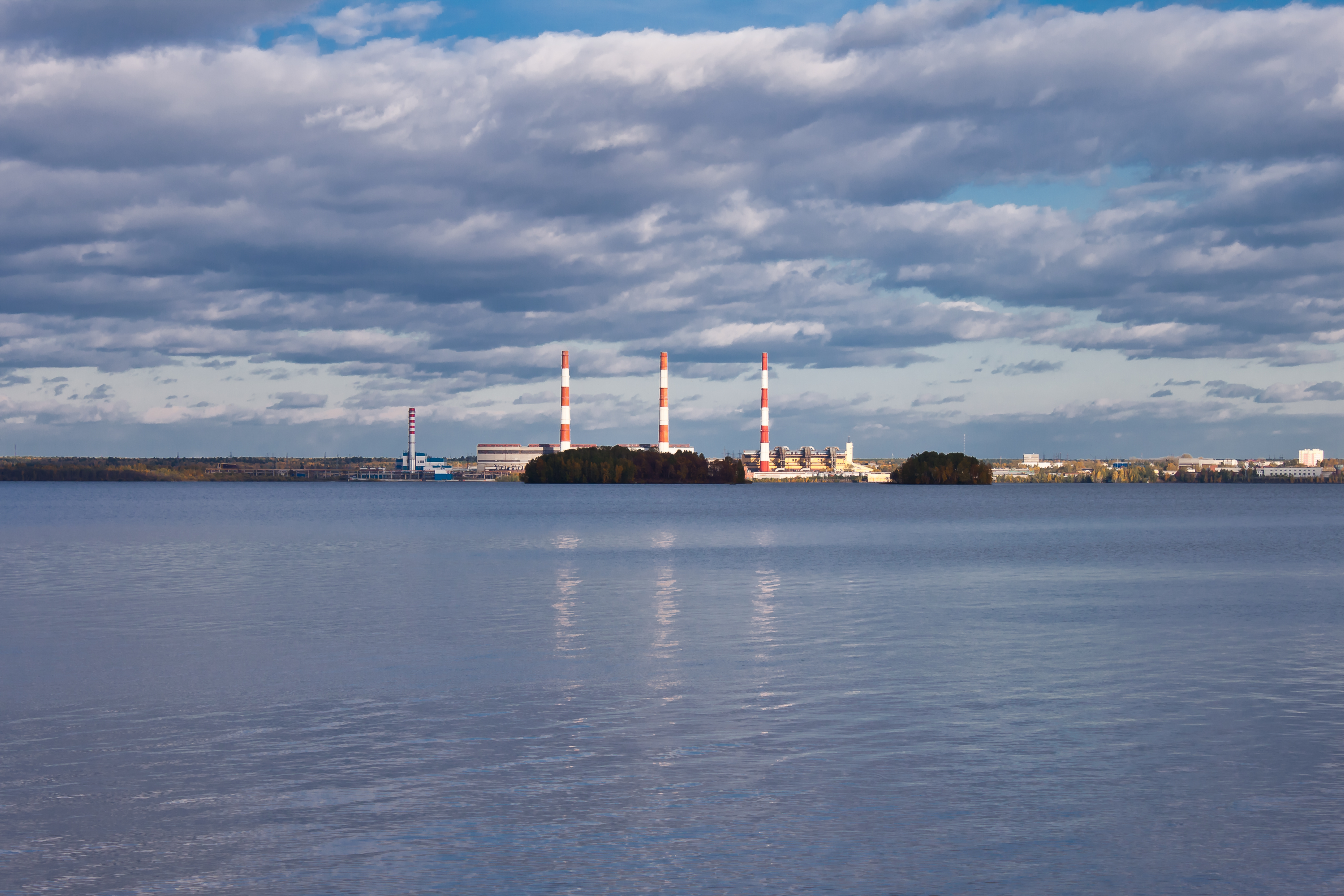
Вид с западного берега на СУГРЭС
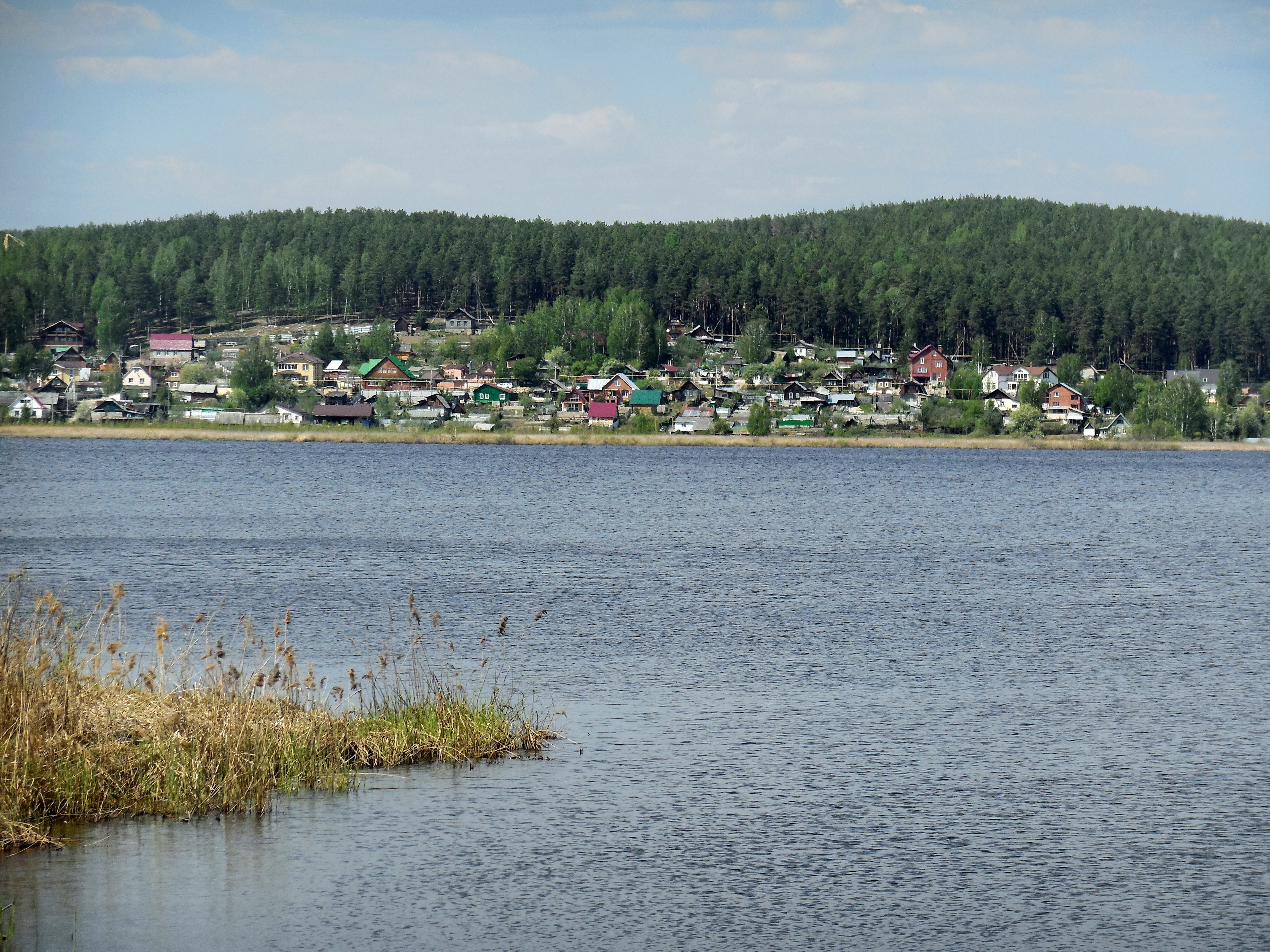
Вид с южного берега на посёлок Исеть